# Santa María de Guía de Gran Canaria
Santa María de Guía de Gran Canaria és un municipi de l'illa de Gran Canària, a les illes Canàries.

## Geografia
Situada al nord de Gran Canària, amb una forma triangular, que situa la seva vèrtex superior cap al sud, en les proximitats de la Caldera dels Pins de Gáldar. Cap a l'est, limita amb el municipi de Moya, definit pel Barranco de Moya fins a la seva desembocadura. Per l'oest, la divisió segueix algunes lleres, envolta la muntanya de Gáldar o Ajódar, i contínua fins a la costa, dividint en dues el Bec de la Talaia (Ajódar). El litoral queda definit entre la Caleta de Arriba fins a la desembocadura del Barranc de Moya. Les costes són rocoses a causa de l'erosió, predominant-hi els penya-segats, encara que amb excepcions com la platja de San Felipe, que a l'estiu es cobreix de sorra.

## Demografia
| Any  | Població | Densitat       |
| ---- | -------- | -------------- |
| 1991 | 12.383   | 294,8 Hab./km² |
| 1996 | 13.117   | 312,3 Hab./km² |
| 2001 | 13.893   | 323,1 Hab./km² |
| 2002 | 14.171   | 337,4 Hab./km² |
| 2003 | 14.355   | 334,7 Hab./km² |
| 2004 | 14.107   | 332,9 Hab./km² |
| 2005 | 14.086   | 330,7 Hab./km  |
| 2006 | 14.048   | 329,8 Hab./km  |
| 2007 | 14.081   | 330,6 Hab./km  |

## Persones il·lustres
- Sancho de Vargas y Machuca (Fundador de Guía)
- Sor Caterina de Sant Mateu de la Concepció, monja clarissa, mística.
- Pedro Gordillo y Ramos (Diputat de les Corts de Cadis)
- José Luján Pérez (Escultor)
- Néstor Álamo
- Fernando Alonso de La Guardia (Primer Alcalde Reial de Guía)
- Braulio (Cantant i compositor)